# Hautot-le-Vatois
Hautot-le-Vatois est une commune française située dans le département de la Seine-Maritime, en région Normandie.

## Géographie

### Localisation
| Envronville            | Rocquefort       | Autretot       |
|                        | Hautot-le-Vatois |                |
| Écretteville-lès-Baons |                  | Valliquerville |

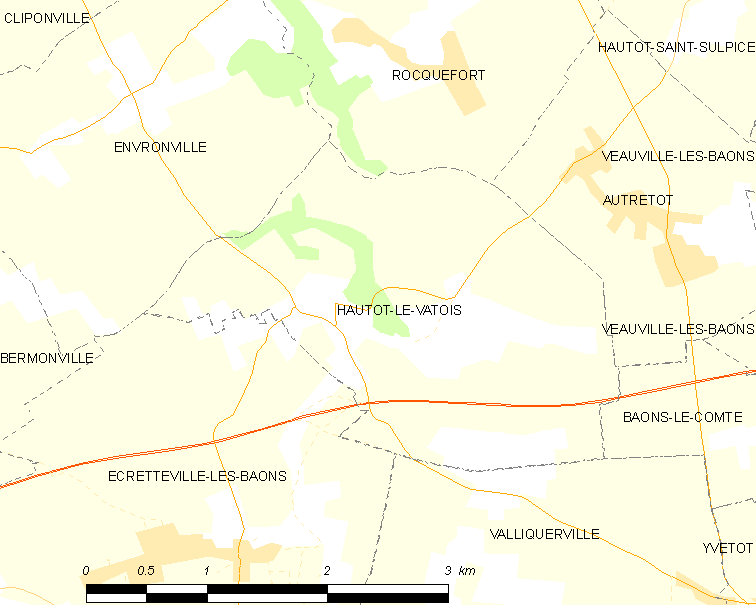
Carte de la commune.
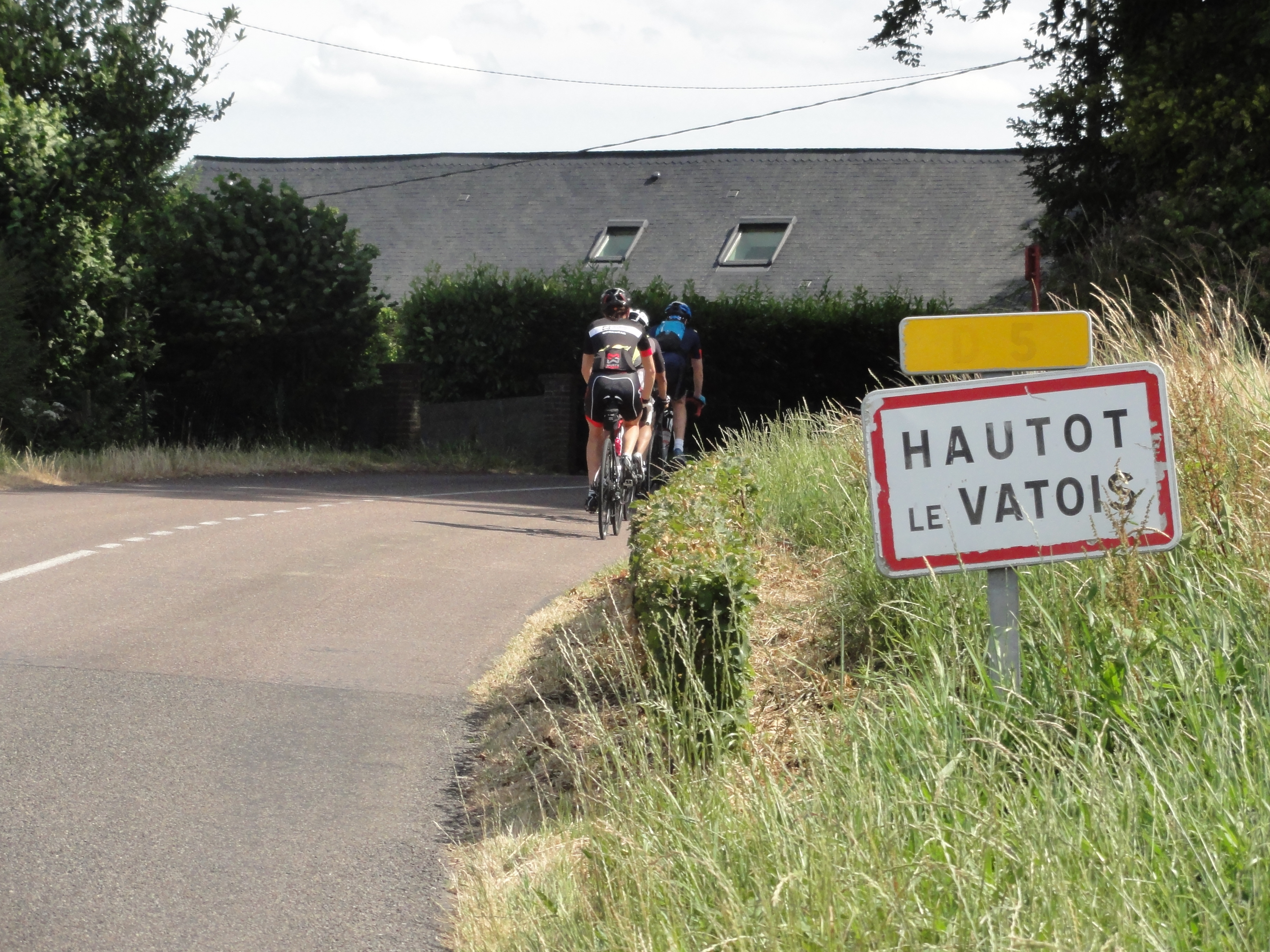
Entrée de l'agglomération.
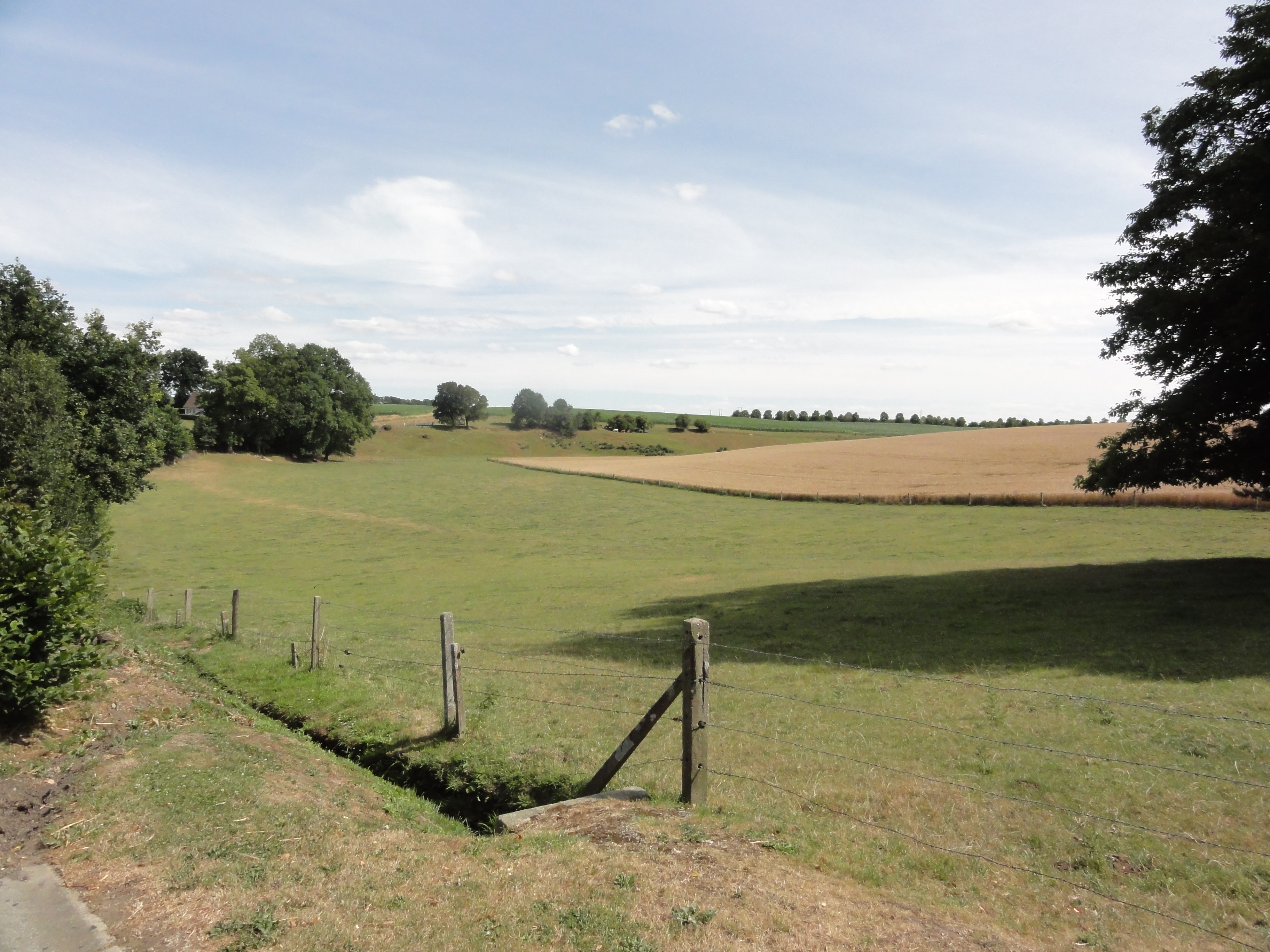
Paysage.

### Hydrographie
La commune est située dans le bassin Seine-Normandie. Elle n'est drainée par aucun cours d'eau,.

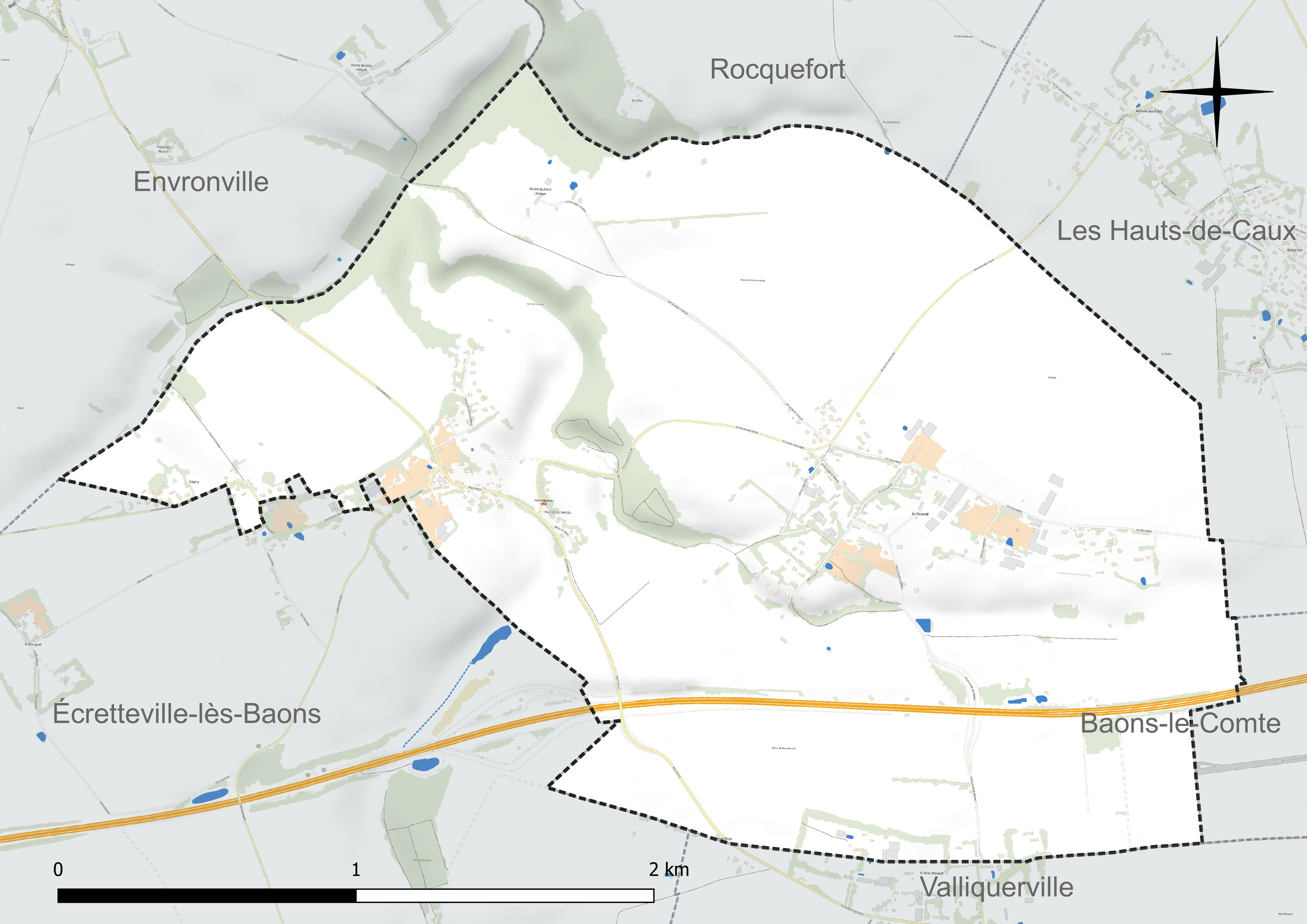
Réseau hydrographique de Hautot-le-Vatois.

### Climat
Pour des articles plus généraux, voir Climat de la Normandie et Climat de la Seine-Maritime.
En 2010, le climat de la commune est de type climat océanique franc, selon une étude du CNRS s'appuyant sur une série de données couvrant la période 1971-2000. En 2020, Météo-France publie une typologie des climats de la France métropolitaine dans laquelle la commune est exposée à un climat océanique et est dans la région climatique Côtes de la Manche orientale, caractérisée par un faible ensoleillement (1 550 h/an) ; forte humidité de l’air (plus de 20 h/jour avec humidité relative > 80 % en hiver), vents forts fréquents. Parallèlement le GIEC normand, un groupe régional d’experts sur le climat, différencie quant à lui, dans une étude de 2020, trois grands types de climats pour la région Normandie, nuancés à une échelle plus fine par les facteurs géographiques locaux. La commune est, selon ce zonage, exposée à un « climat maritime », correspondant au Pays de Caux, frais, humide et pluvieux, légèrement plus frais que dans le Cotentin.
Pour la période 1971-2000, la température annuelle moyenne est de 10,2 °C, avec une amplitude thermique annuelle de 13,3 °C. Le cumul annuel moyen de précipitations est de 898 mm, avec 13 jours de précipitations en janvier et 8,7 jours en juillet. Pour la période 1991-2020, la température moyenne annuelle observée sur la station météorologique la plus proche, située sur la commune d'Ectot-lès-Baons à 8 km à vol d'oiseau, est de 10,8 °C et le cumul annuel moyen de précipitations est de 905,5 mm,. Pour l'avenir, les paramètres climatiques de la commune estimés pour 2050 selon différents scénarios d’émission de gaz à effet de serre sont consultables sur un site dédié publié par Météo-France en novembre 2022.

## Urbanisme

### Typologie
Au 1er janvier 2024, Hautot-le-Vatois est catégorisée commune rurale à habitat dispersé, selon la nouvelle grille communale de densité à sept niveaux définie par l'Insee en 2022.
Elle est située hors unité urbaine. Par ailleurs la commune fait partie de l'aire d'attraction d'Yvetot, dont elle est une commune de la couronne,. Cette aire, qui regroupe 15 communes, est catégorisée dans les aires de moins de 50 000 habitants,.

### Occupation des sols
L'occupation des sols de la commune, telle qu'elle ressort de la base de données européenne d’occupation biophysique des sols Corine Land Cover (CLC), est marquée par l'importance des territoires agricoles (94,3 % en 2018), une proportion identique à celle de 1990 (94,3 %). La répartition détaillée en 2018 est la suivante : 
terres arables (71,1 %), zones agricoles hétérogènes (11,9 %), prairies (11,2 %), forêts (5,7 %). L'évolution de l’occupation des sols de la commune et de ses infrastructures peut être observée sur les différentes représentations cartographiques du territoire : la carte de Cassini (XVIIIe siècle), la carte d'état-major (1820-1866) et les cartes ou photos aériennes de l'IGN pour la période actuelle (1950 à aujourd'hui).

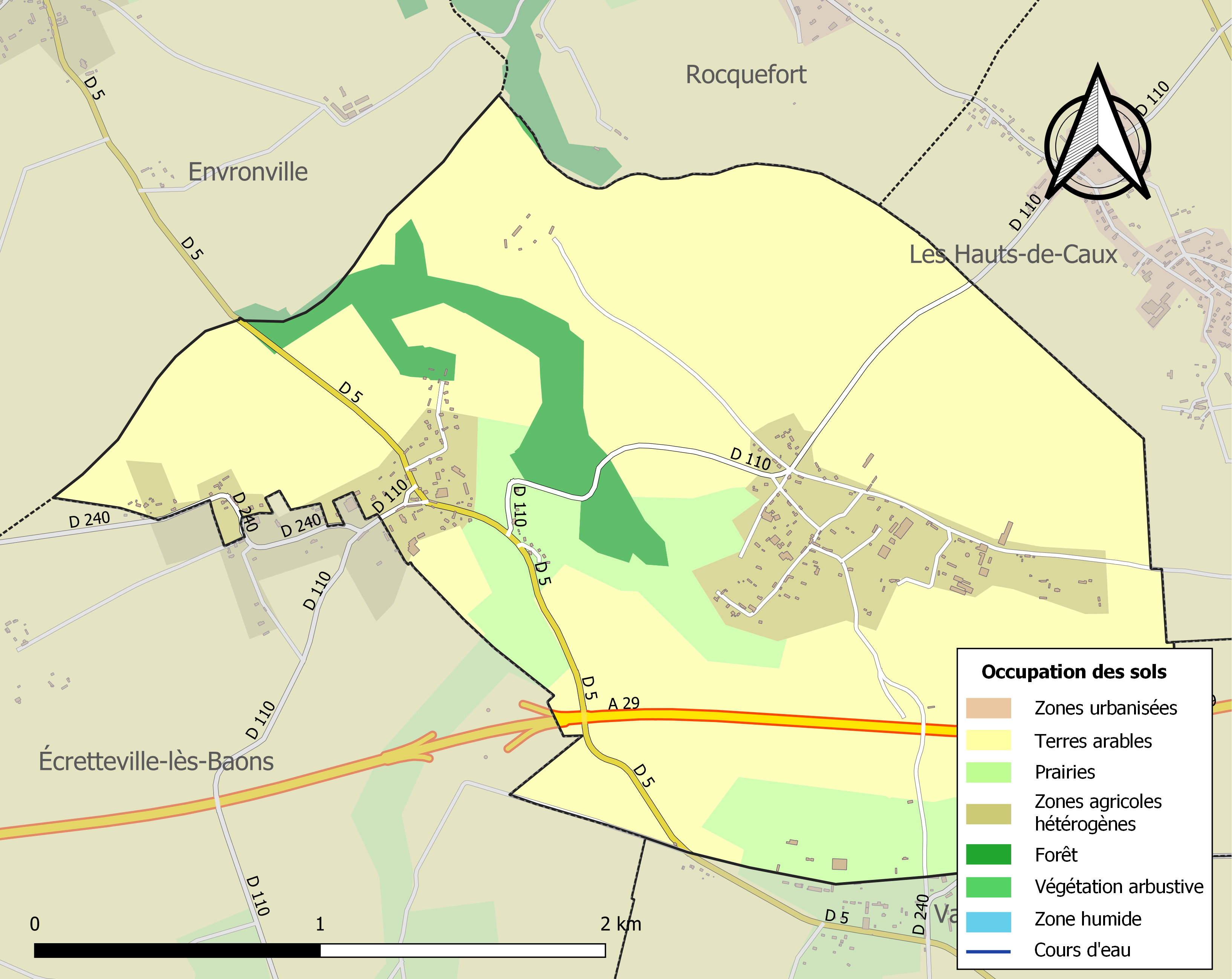
Carte des infrastructures et de l'occupation des sols de la commune en 2018 (CLC).

## Toponymie
Le nom de la localité est attesté sous la forme Hototh en 1024.
Les toponymes normands du type Hotot, Hautot remontent au composé anglo-scandinave hoh topt (comprendre hōh), formé avec l'ancien scandinave topt, toft « emplacement bâti, ferme » précédé de l'appellatif anglo-saxon hōh « rivage, terrain en pente ». Ce dernier élément se retrouve ailleurs dans les nombreux toponymes, notamment dans les noms de lieux du Cotentin, terminé par -hou (ex : Quettehou, Tribehou, etc.).
Le déterminant complémentaire le-Vatois est mentionné sous la forme le Wasteis dès 1237, signifie « qui est dans le wast », ce mot ayant le sens de « terre inculte ». Wast est par ailleurs attesté directement dans le nom du hameau contigu de Véraval, anciennement désigné Warelwast. Le simple wast > vast est rare dans le pays de Caux, mais fréquent dans le Cotentin où il constitue le second élément de Martinvast; Barnavast; Chiffrevast; Tollevast; Sottevast, etc. Son dérivé Vatine (anciennement Wastine) est en revanche plus répandu.
Remarque : vast est l'équivalent du français gast « terre inculte, gâtée » (déverbal de gaster > gâter), issu du germanique *wōsti- « terre inculte, désert » (cf. allemand Wüste), possiblement croisé avec le latin vastus (> vaste).

## Politique et administration

### Intercommunalité
La commune, initialement membre du syndicat intercommunal de ramassage scolaire de la région de Fauville-en-Caux, qui s'est transformé le 30 décembre 1999 en communauté de communes Cœur de Caux, a quitté celle-ci en 2000 pour rejoindre la communauté de communes de la région d'Yvetot,.

### Liste des maires
| Période                                  | Période                    | Identité           | Étiquette | Qualité                                                                                           |
| ---------------------------------------- | -------------------------- | ------------------ | --------- | ------------------------------------------------------------------------------------------------- |
| Les données manquantes sont à compléter. |                            |                    |           |                                                                                                   |
| mars 2001                                | mai 2020                   | Jean-Paul Monville | DVD       |                                                                                                   |
| juillet 2020                             | En cours (au 10 août 2020) | M. Claude Bellin   |           | Ancien directeur d'établissement médico-social Vice-président de la CC Yvetot Normandie (2020 → ) |

## Démographie
L'évolution du nombre d'habitants est connue à travers les recensements de la population effectués dans la commune depuis 1793. Pour les communes de moins de 10 000 habitants, une enquête de recensement portant sur toute la population est réalisée tous les cinq ans, les populations de référence des années intermédiaires étant quant à elles estimées par interpolation ou extrapolation. Pour la commune, le premier recensement exhaustif entrant dans le cadre du nouveau dispositif a été réalisé en 2007.

En 2022, la commune comptait 334 habitants, en évolution de −2,62 % par rapport à 2016 (Seine-Maritime : +0,35 %, France hors Mayotte : +2,11 %).
| 1793 | 1800 | 1806 | 1821 | 1831 | 1836 | 1841 | 1846 | 1851 |
| ---- | ---- | ---- | ---- | ---- | ---- | ---- | ---- | ---- |
| 495  | 510  | 508  | 930  | 544  | 554  | 550  | 584  | 543  |

| 1856 | 1861 | 1866 | 1872 | 1876 | 1881 | 1886 | 1891 | 1896 |
| ---- | ---- | ---- | ---- | ---- | ---- | ---- | ---- | ---- |
| 521  | 500  | 517  | 554  | 507  | 415  | 363  | 369  | 325  |

| 1901 | 1906 | 1911 | 1921 | 1926 | 1931 | 1936 | 1946 | 1954 |
| ---- | ---- | ---- | ---- | ---- | ---- | ---- | ---- | ---- |
| 324  | 324  | 282  | 254  | 256  | 287  | 283  | 291  | 279  |

| 1962 | 1968 | 1975 | 1982 | 1990 | 1999 | 2006 | 2007 | 2012 |
| ---- | ---- | ---- | ---- | ---- | ---- | ---- | ---- | ---- |
| 200  | 202  | 252  | 302  | 295  | 268  | 274  | 275  | 309  |

| 2017 | 2022 | - | - | - | - | - | - | - |
| ---- | ---- | - | - | - | - | - | - | - |
| 354  | 334  | - | - | - | - | - | - | - |

## Culture locale et patrimoine

### Lieux et monuments
- Église Notre-Dame
- Monument aux morts.
- Mausolée famille Monville Leborgne.
- Calvaire au bord de la RD240 .

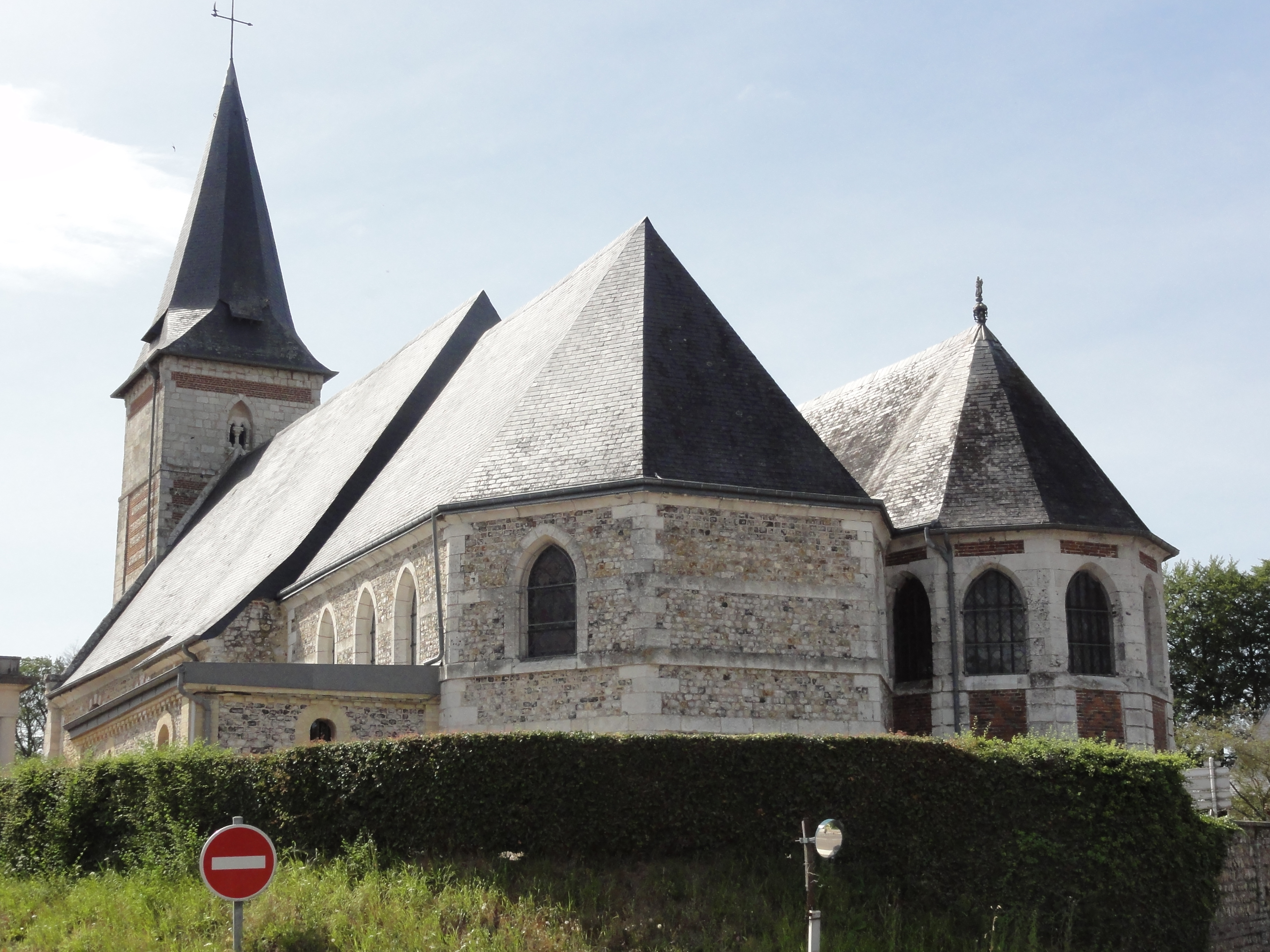
L'église Notre-Dame.
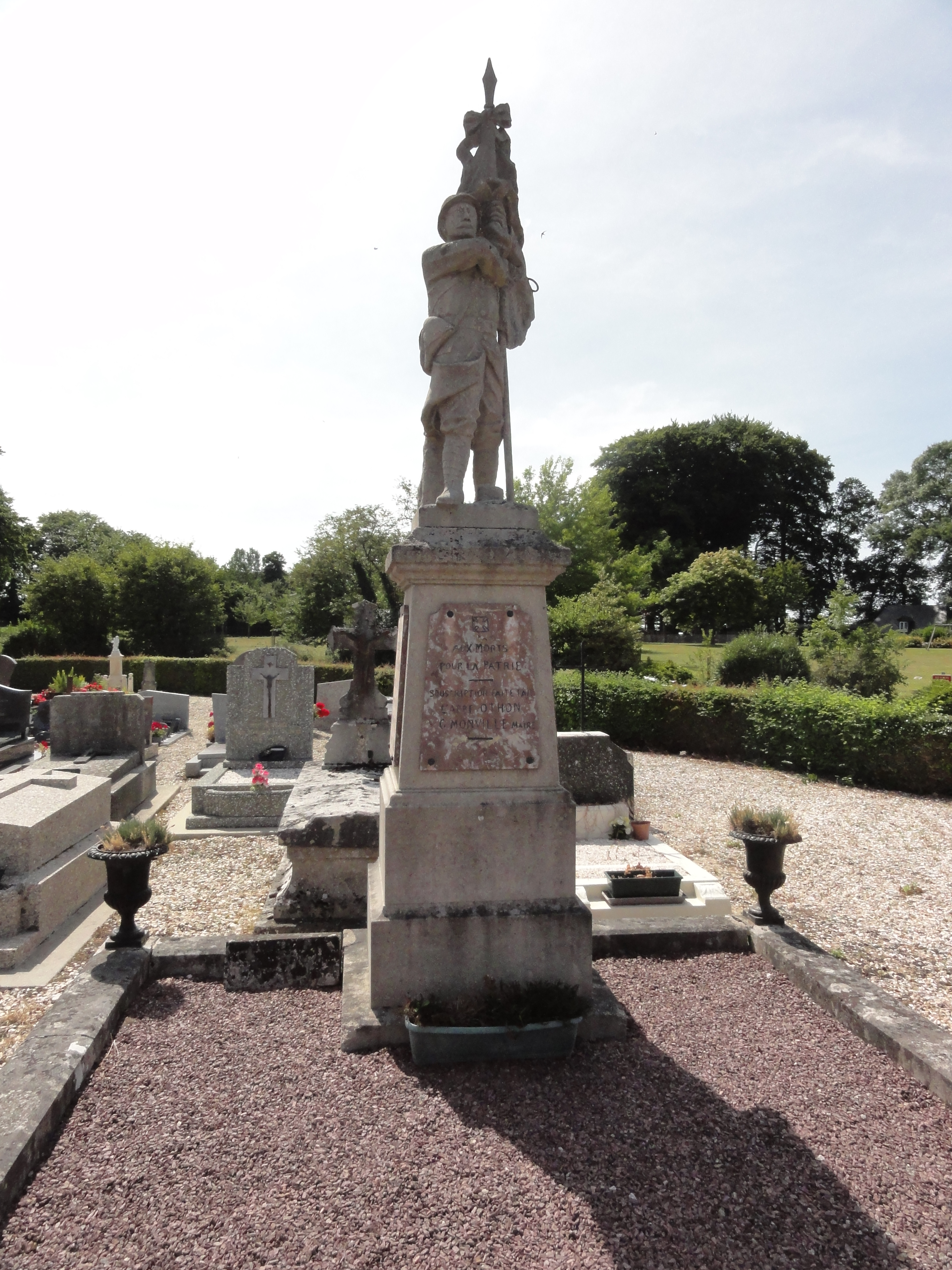
Le monument aux morts.
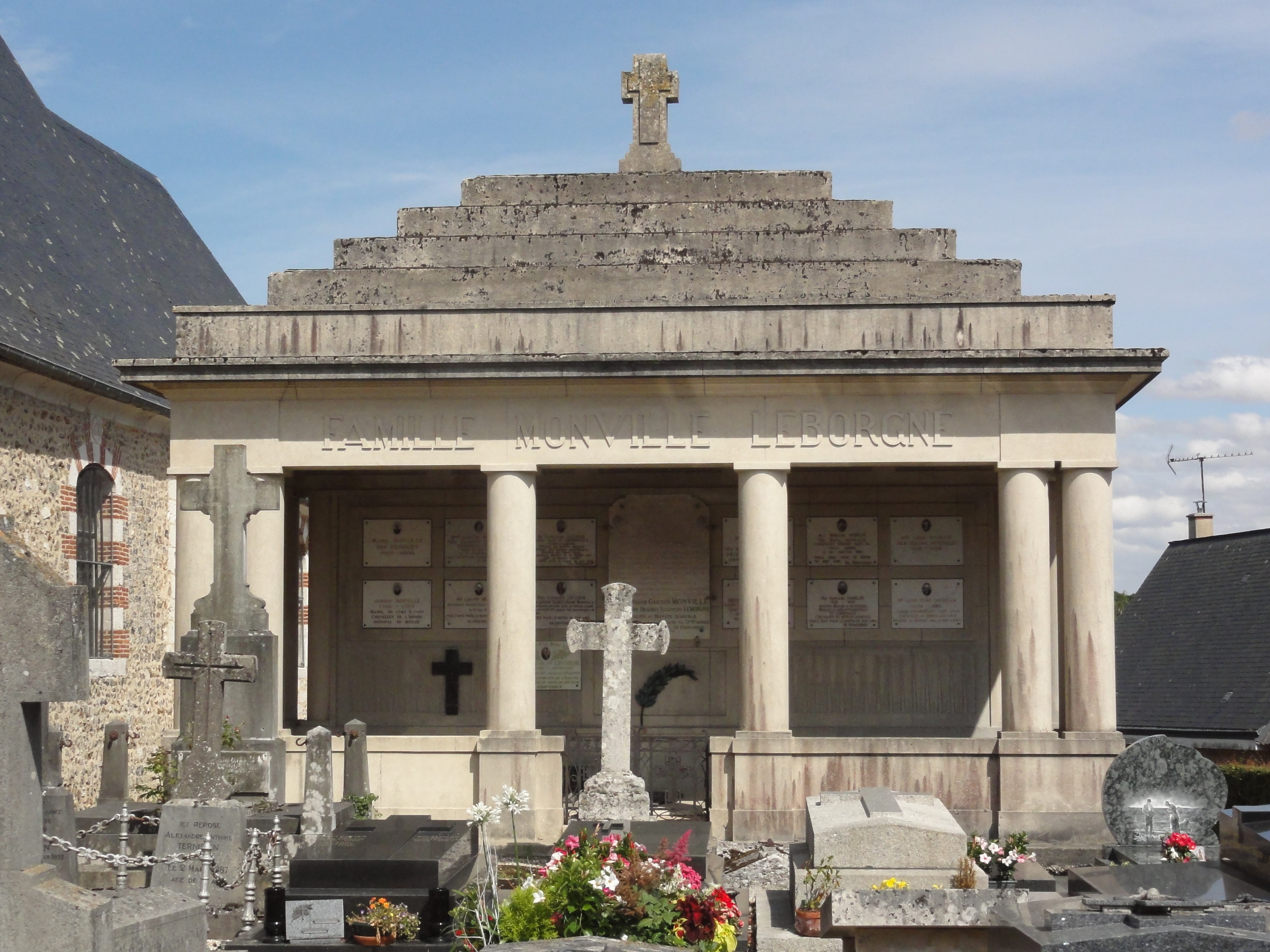
Le mausolée.
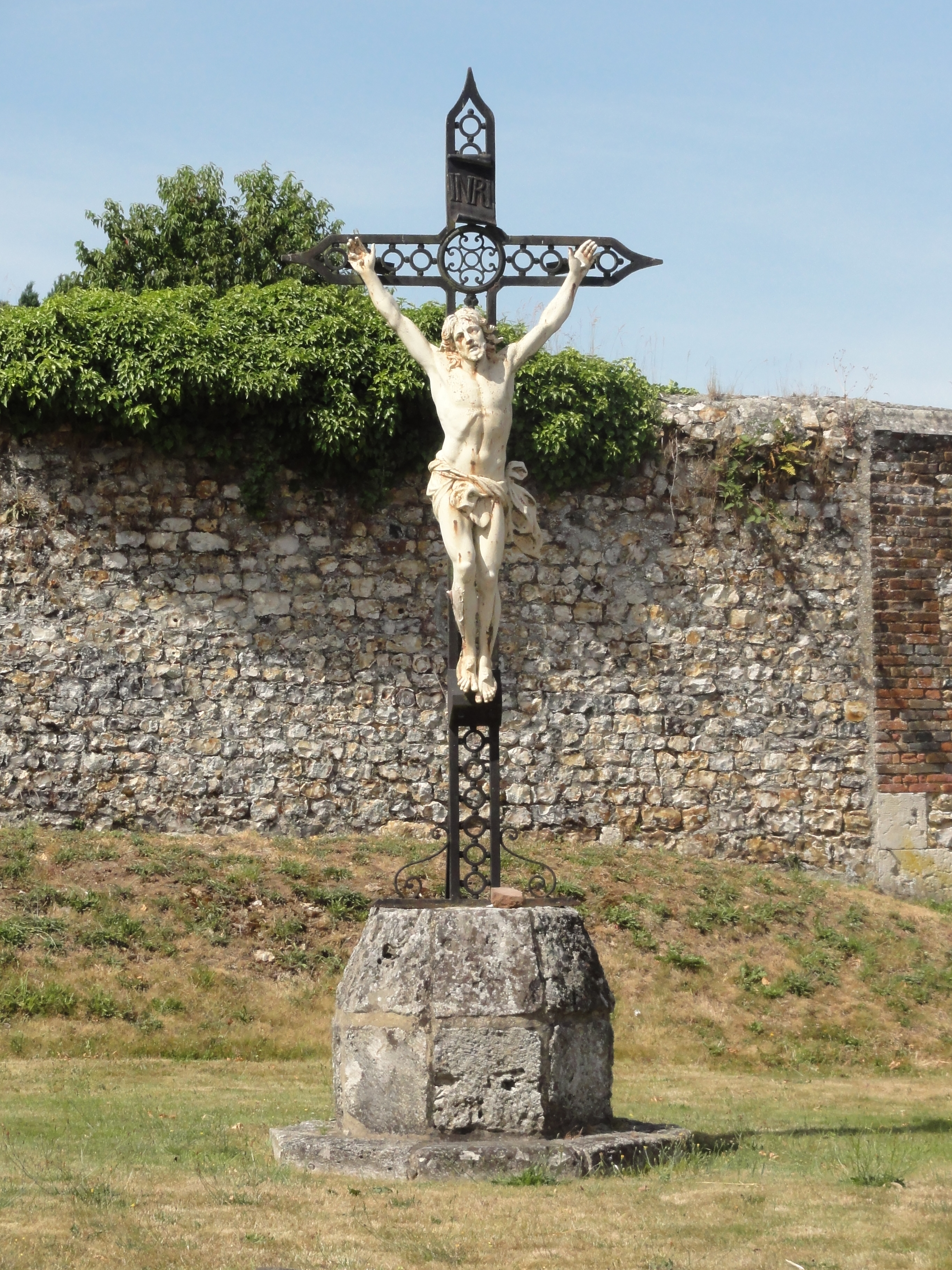
Le calvaire.

### Personnalités liées à la commune
- Christine Lagarde, présidente de la banque centrale européenne et ancienne directrice générale du FMI et ancienne ministre de l’Économie, y réside[23].

### Héraldique
| Blason de Hautot-le-Vatois | Blason  | D’argent à trois perroquets passants contournés de sinople, becqués et membrés de gueules, regardant vers dextre.   |
| Blason de Hautot-le-Vatois | Détails | Armes pleines de la famille Deschamps de Boishébert et de Raffeto. Le statut officiel du blason reste à déterminer. |

## Économie
- Le site internet www.phyto-soins.com est installé sur la commune depuis 2013[24].